# Kloster Lauffen

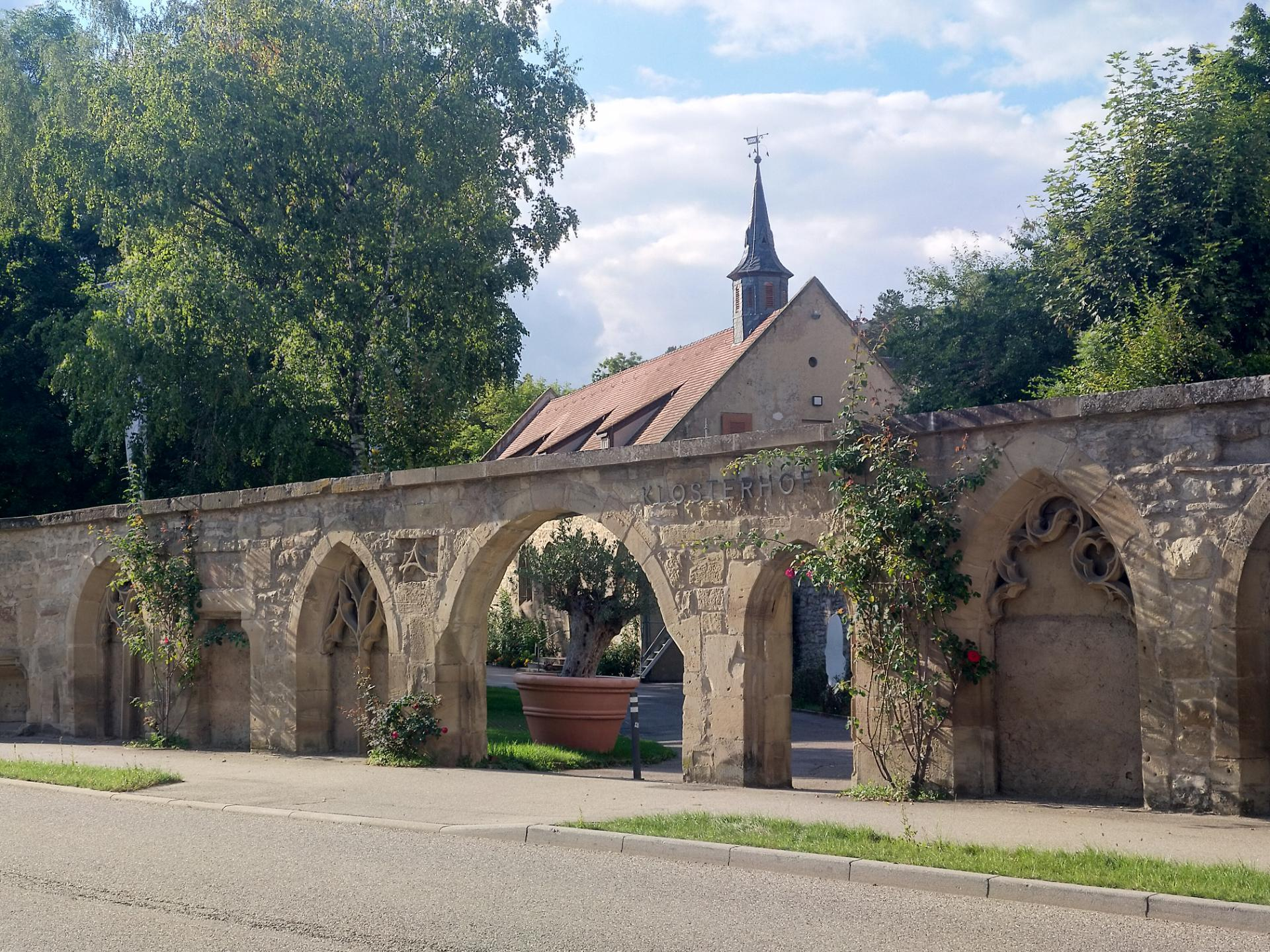
Rest der Klostermauer mit der Aufschrift Klosterhof. Im Hintergrund die Klosterkirche.

Das Kloster Lauffen war ein Frauenkloster in Lauffen am Neckar, das um 1285 erstmals erwähnt wurde. Im Zusammenhang mit der Einführung der Reformation wurde es 1553 aufgelöst. Der säkularisierte Besitz des Klosters wurde danach bis 1807 als Klosterhofmeisterei verwaltet.
Von dem Kloster sind im Wesentlichen nur Reste der Außenmauer erhalten. Die Klosterkirche ging ebenso wie die anderen Gebäude verloren, sie wurde aber 1923 aus Steinen des Klosters wieder aufgebaut. Im Klosterhof kann man ein Lapidarium und eine Hölderlin-Gedenkstätte besichtigen.

## Geschichte

### Angebliche Stiftung durch Heinrich II.

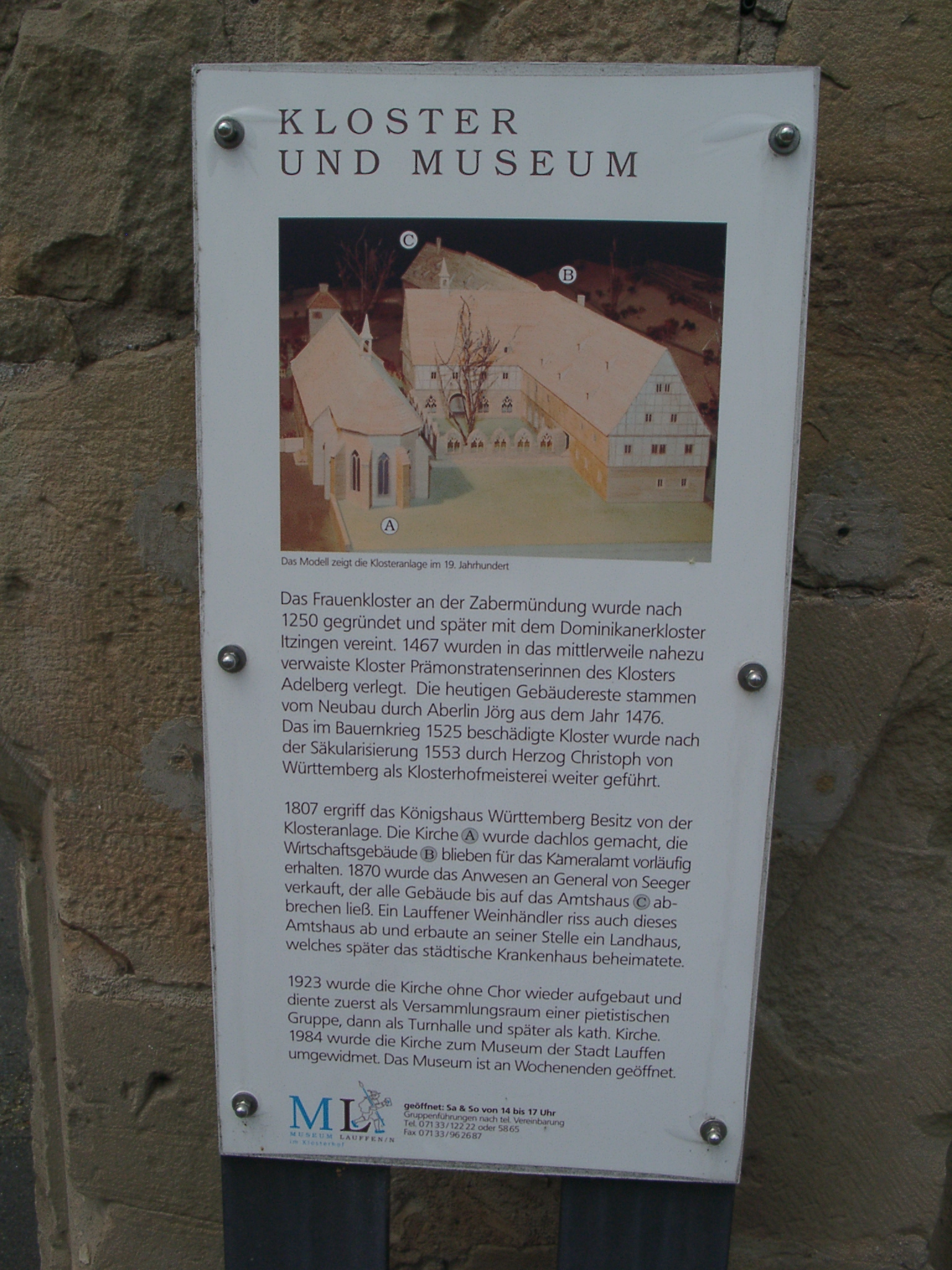
Informationstafel im Klosterhof (2011). Die Grafik zeigt die Klosteranlage im 19. Jahrhundert: links die Klosterkirche, rechts das Wirtschaftsgebäude, dazwischen der Kreuzgang. Hinten das Amtshaus des Klosterhofmeisters.

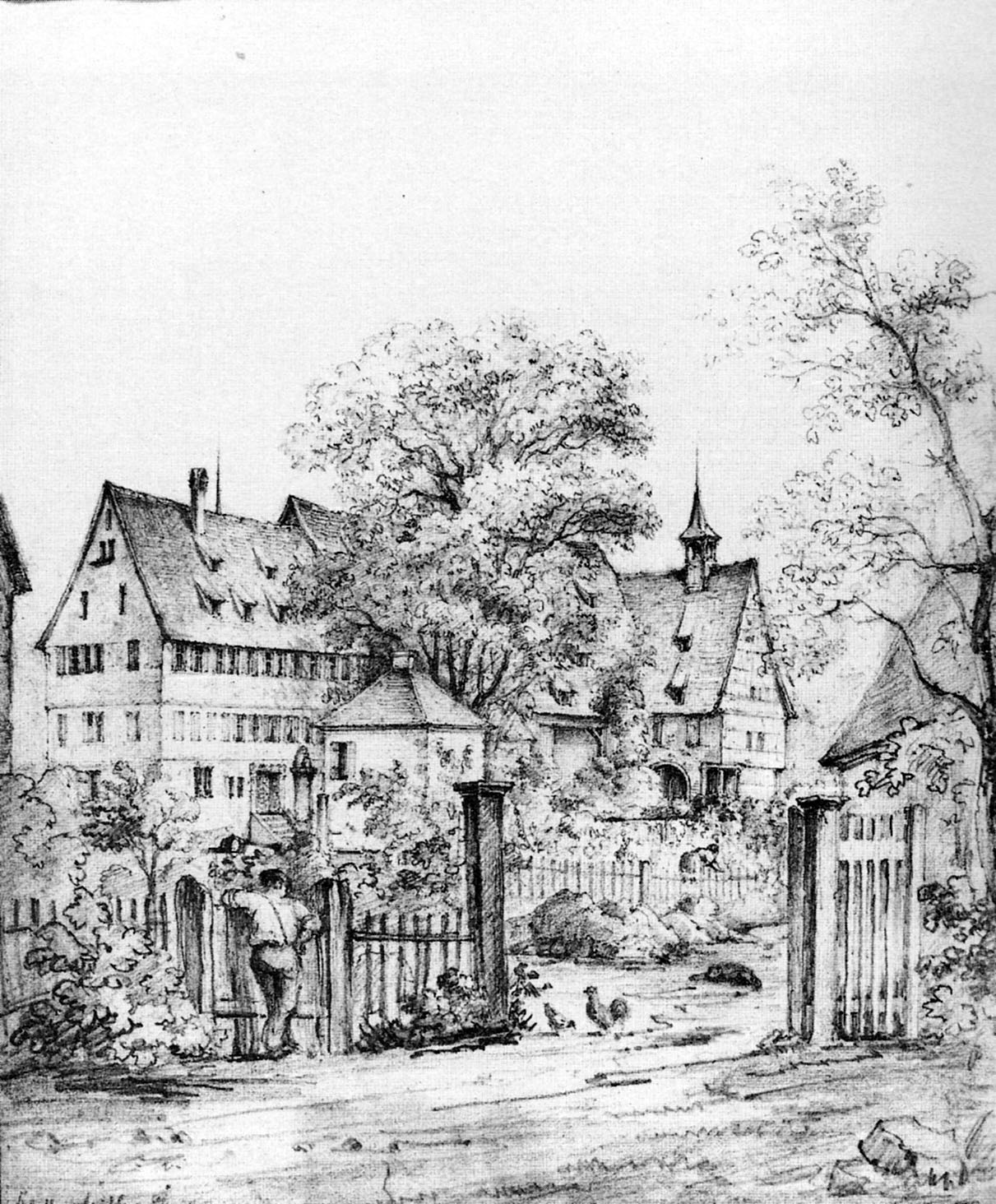
Amtshaus des Klosterhofmeisters (links) und ein Flügel des Wirtschaftsgebäudes, um 1800.

Nach einigen Quellen wurde das Kloster im Jahr 1003 auf Geheiß König Heinrichs II. als Benediktinerinnen-Kloster gestiftet. Der Sachverhalt ist jedoch unklar, weil nur Heinrichs Absicht belegt ist, ein Kloster oder Stift zu schaffen.
In einem Artikel auf LEO-BW zur Geschichte der Stadt Lauffen heißt es dazu: „1003 schenkte Kaiser Heinrich II. dem Bischof von Würzburg Besitz in Kirchheim am Neckar zur Errichtung eines Klosters oder Stifts ‚in der Burg Lauffen, wo die heilige Reginswindis begraben liegt‘. Zum Kloster oder Stift kam es wohl nie“ – die Urkunde aus dem Jahr 1003 sei der erste Beleg für das Grab der Reginswindis, aber kein Beweis für die nachfolgende Gründung eines Klosters.

### 13. Jahrhundert bis 1553
Nach anderen Quellen entstand das Frauenkloster im 13. Jahrhundert als Kloster der Dominikanerinnen. Die Stadt Lauffen gibt an verschiedenen Stellen an, das Frauenkloster sei „um 1250“ oder „um 1280“ gegründet worden. In einer um 1285 ausgestellten Urkunde ist die Existenz des Dominikanerinnenklosters erstmals bezeugt.
Die Dominikanerinnen nahmen Ende des 13. Jahrhunderts einen Itzinger Konvent auf. Im 14. Jahrhundert wechselte die Landesherrschaft in Lauffen von Kurmainz zu den Württembergern.
Als das Klosterleben der Dominikanerinnen zum Erliegen kam, übernahmen 1466 Prämonstratenserinnen des Klosters Adelberg das Kloster. Sie erfuhren vom Landesherrn Graf Ulrich V. erhebliche Unterstützung.
Im Zuge des Bauernkriegs wurde das Kloster 1525 geplündert und stark beschädigt. Im Jahr 1540 gehörten zehn Lehenhöfe, ein Wirtschaftshof, eine Kelter und eine Mühle zum Besitz des Klosters.
Die Auflösung des Klosters begann im Jahr 1536, als die Reformation unter Herzog Ulrich eingeführt wurde. Die Nonnen leisteten heftigen Widerstand gegen die neue Lehre und wehrten sich gegen die Auflösung ihres Klosters. Das Kloster wurde in dieser Zeit wie ein Gefängnis bewacht. Zu Lebzeiten von Herzog Ulrich († 1550) verließ nur eine Nonne den Konvent. 1553 zog die letzte Priorin aus.

### Klosterhofmeisterei
1553 löste Herzog Christoph von Württemberg das Kloster endgültig auf. Der Besitz wurde säkularisiert und als Klosterhof mit einem landesherrlichen Klosterhofmeister weitergeführt.
Infolge des Restitutionsediktes Ferdinands II. von 1629 bemühte sich der Adelberger Abt vergeblich um die Rückgabe.
Seit 1806 war der Klosterhof im Besitz des neuen Königreichs Württemberg. 1807 wurde die Klosterhofmeisterei aufgelöst. Deren Aufgaben wurden der königlichen Kameralverwaltung übertragen und später vom  Hofkameralamt Lauffen übernommen.

### Verlust der Gebäude
Das Kirchengebäude wurde im 18. Jahrhundert aufgegeben. 1808/1809 wurde es weitgehend abgerissen, nur der untere Teil der Südseite blieb stehen. Die Wirtschaftsgebäude blieben vorerst erhalten.
1870 wurde das Anwesen an einen General von Seeger verkauft. Dieser ließ alle Gebäude außer dem Amtshaus abreißen. Im Jahr 1918 wurde dann auch das Amtshaus abgerissen. Der damalige Besitzer, ein Weinhändler aus Lauffen, ließ an der Stelle ein Landhaus errichten, in dem später das städtische Krankenhaus untergebracht wurde.

## Heutiger Klosterhof

### Klosterkirche

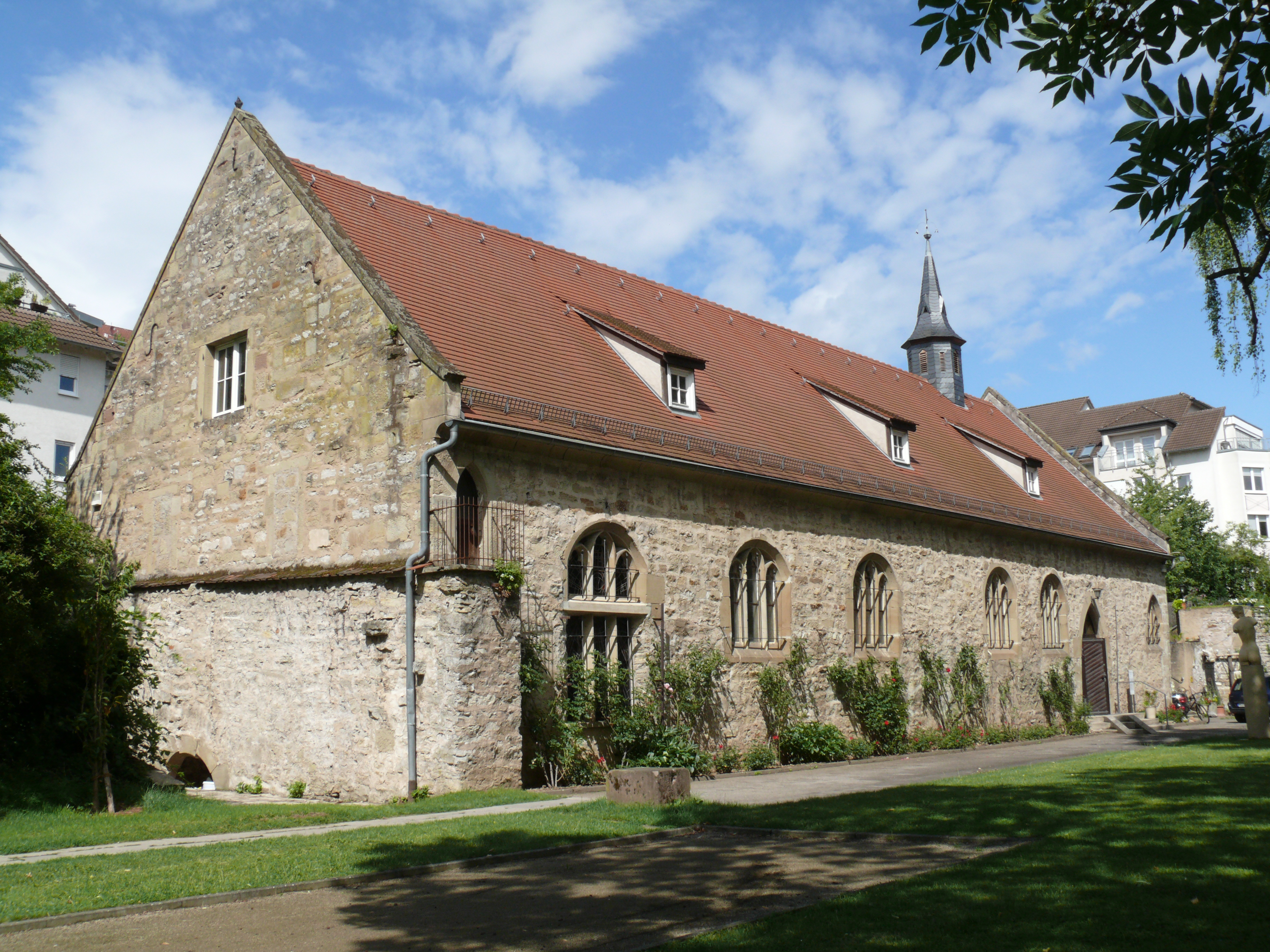
Die wiederaufgebaute Klosterkirche

1923 wurde die abgerissene Klosterkirche aus Steinen des Klosters wieder aufgebaut, jedoch ohne Chor. Dabei wurden Reste des Kreuzgangs in eine Mauer am Straßenrand integriert.
Die wiederaufgebaute Klosterkirche diente zunächst als Turnhalle, Versammlungsraum, Stadthalle und als Lagerschuppen. Von 1954 bis 1976 war sie die Kirche der katholischen Gemeinde in Lauffen. Von 1984 bis 2019 war die Klosterkirche das Museum der Stadt Lauffen. Seitdem wird sie für Veranstaltungen und Ausstellungen genutzt.

### Lapidarium
Im Klosterhof kann man ein Lapidarium mit 13 Grenzsteinen aus der Umgebung von Lauffen besichtigen. Die meisten stammen aus dem 16. bis 18. Jahrhundert.

### Hölderlin-Gedenkstätte

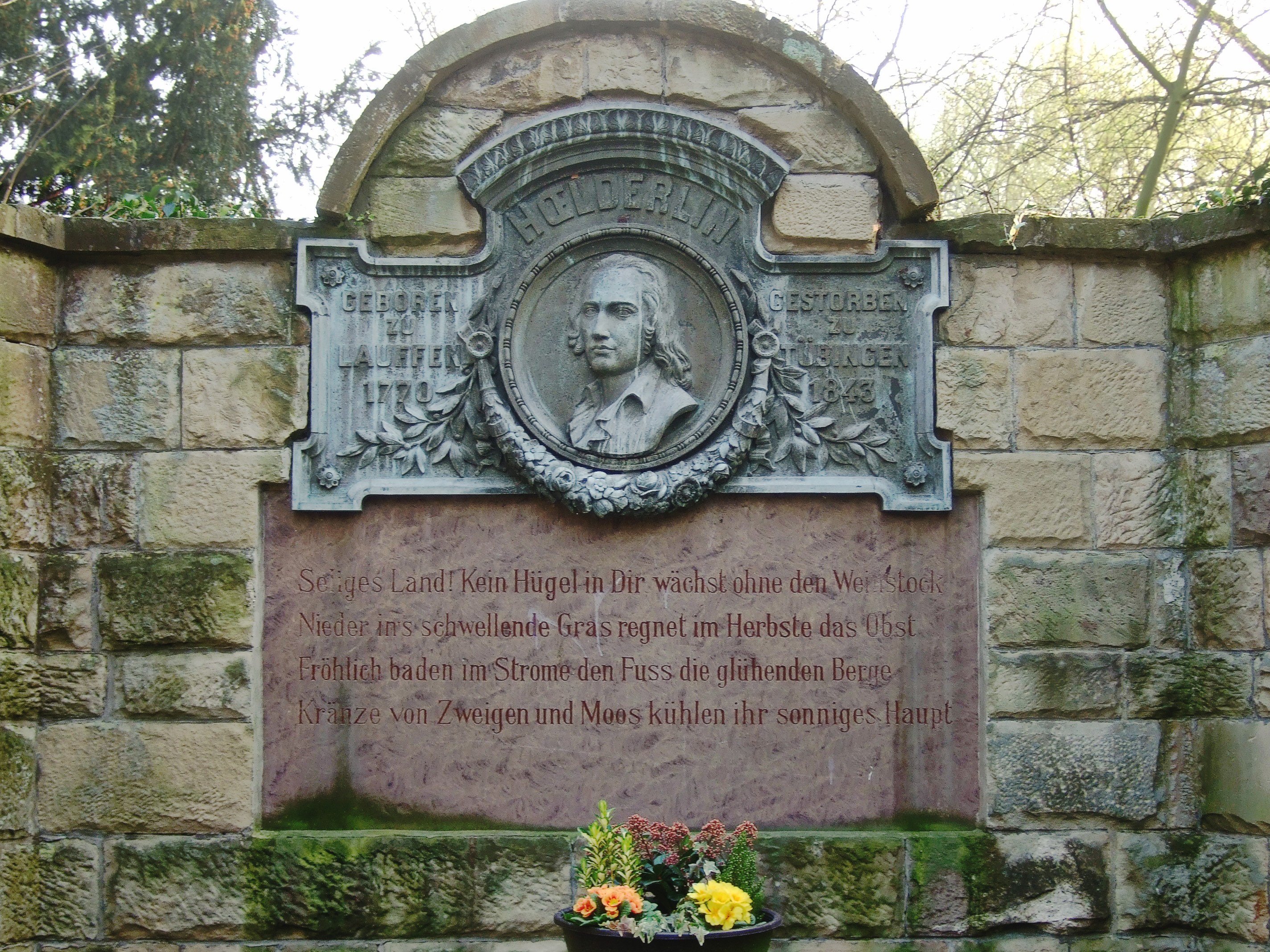
Hölderlin-Denkmal

Im Klosterhof befindet sich eine Hölderlin-Gedenkstätte (siehe auch Details zum Denkmal). Das Hölderlin-Denkmal erinnert an den Dichter Friedrich Hölderlin (1770–1843), der seine ersten zwei Lebensjahre im Klosterhof verbrachte. Sein Vater Heinrich Friedrich Hölderlin war Klosterhofmeister und wohnte dort mit seiner Frau im Amtshaus.

## Benachbartes Hölderlinhaus
Nach dem frühen Tod seines Vaters lebte Hölderlin mit seiner verwitweten Mutter, zwei Geschwistern und zwei Tanten von 1772 bis 1774 in einem privaten Haus der Familie Hölderlin in Lauffen. Dieses Haus wurde renoviert und zu einem Hölderlin-Museum umgebaut, das im Hölderlinjahr 2020 eröffnet wurde. Seitdem wird es Hölderlinhaus genannt. Es ist nur etwa 50 Meter vom Klosterhof entfernt.